# Alejandro Alarcón Fierro
Alejandro Alarcón Fierro (Ciudad de México; 1975) es un arquitecto mexicano.
Su arquitectura, postestructuralista. Tiene un paralelismo en los procesos individuales de las artes conceptuales contemporáneas y de la tradición del arts and crafts tanto en el desarrollo de proyecto como en la construcción de estos. Los procesos complejos de sus piezas arquitectónicas, implican un delicado proceso, donde la arquitectura es abordada de forma cinematográfica.

## Biografía
Estudió la Licenciatura en arquitectura y urbanismo en la Universidad Iberoamericana (UIA), así como la Maestría en Diseño Arquitectónico, y la Maestría en Teoría e Historia de la Arquitectura, ambas en la Universidad Nacional Autónoma de México (UNAM).
En los primeros años de su trayectoria creó un despacho en colaboración con la arquitecta Frida Escobedo, Perro rojo, siendo una de sus obras más reconocidas la Casa Negra.

## Tendencia
El planteamiento de nuevas condicionantes de uso y percepción de su arquitectura son de una gran inquietud. Por ello sus ejercicios se mueven en constantes procesos de descodificación.
Su obra se carga hacia las corrientes postestructuralistas, buscando romper con un formato de etiquetas y corrientes establecidas. Su línea de estilo en su arquitectura es dictada como una tarea personal de autonomía creativa y de programas, reflejo veraz de ejercicios de exploración temática y de intensificación de la experiencia estética. De reflexión e introspección personal.[cita requerida]
Su arquitectura critica los bordes creativos y los formalismos académicos procurando una desobediencia a las tradiciones arquitectónicas. En sus piezas arquitectónicas mezcla el bajo presupuesto, la baja tecnología, el lenguaje de discoteque, la suciedad grunge y tercermundista. Los lenguajes cinematográficos y museísticos. La estridencia Punk, el cambio de velocidades, la ironía, la perturbación, el juego y la indisciplina.

## Obras importantes
- 2016-2020: Empire Caribe,  Playa del Carmen, Quintana Roo.
- 2017: Casa Arrecife,  Puerto Aventuras, Quintana Roo.
- 2017: La Residencia Calle 38, Playa del Carmen, Quintana Roo.
- 2017: Hotel Reina Roja Roma (en proceso) Ciudad de México.
- 2014: Casa Imperio. Ciudad de México.
- 2013: Reina Roja Hotel. Playa del Carmen, Quintana Roo.
- 2012: Casas de la Virgen. Ciudad de México.
- 2006: Casa 602. Ciudad de México (colaboración Frida Escobedo).
- 2005: La casa Negra. Ciudad de México (colaboración Frida Escobedo).
- 2005: Casa 24, Ciudad de México (colaboración Frida Escobedo).

### Reina Roja Hotel (2008-2012)

Vista área del Hotel Reina Roja

Reina Roja Hotel es un concepto único e inigualable, es un hotel temático que combina elementos distintivos de la Riviera maya, como su vegetación y el uso de madera en sus plafones y pisos, uno de sus elementos distintivos son sus jaulas en los balcones en lugar de barandal, elaboradas con aluminio anodizado color natural y envueltas con red palapera inmersas en una abundante vegetación, su iluminación es provocativa con sus tonalidades rojas, que hacen icónico al hotel. 
En Reina Roja Hotel Alejandro Alarcón, lleva el sistema sensorial al máximo; visualmente contiene diversas lonas iluminadas con imágenes provocativas, detonando la parte sensual del Hotel, los espejos son otro factor visual que se utiliza mucho.
El ambiente esta sonorizado en áreas comunes, en cuanto al olfato, el olor de la madera te lleva a sentirte inmerso en un espacio tropical combinado con su abundante vegetación.
Este hotel boutique ofrece 63 habitaciones divididas en categorías, Deluxe King o dobles, o Junior Suites cada una de ellas decoradas con la incandescencia de la sensualidad en cada rincón de color rojo, y equipadas con todo lo necesario para hacer del hospedaje un regalo de confort absoluto. 
Posee cinco Suites temáticas, entre ellas la Green Space, la cual está toda cubierta de pasto sintético, para hacerte sentir como en un mundo verde.
La Suite Afterhour Space, es para aquellos que gustan de seguir la fiesta con sus amigos una vez que Playa se ha ido a dormir. Es a prueba de sonido y su decoración es lo más irreverente con toques de cultura pop. Muestra de esto es su techo de espejos, lámparas de discoteca, y sus vidrios tapizados de imágenes sugerentes.
La Suite Erótica estimula la parte sensorial con imágenes provocativas, espejos, y materiales que invitan a una experiencia diferente para las parejas.

### Empire Caribe (2018-2022)
Empire Caribe se inspira en el mundo del cine, una película de 1948 dirigida por Orson Welles titulada “La Dama de Shanghai”, que también fue coprotagonizada por su entonces esposa Rita Hayworth.
Gran parte de la película tiene lugar en las aguas de la costa de Acapulco, en el Pacífico. Así que tomando eso como referencia, Alejandro Alarcón rehízo como un punto de vista, donde el Pacífico se convierte en el mar Caribe y el yate se convierte en el hotel mismo. Dentro del edificio hay habitaciones hechas para parecerse a las cabinas del barco, con mucha madera utilizada para la construcción.
La idea es que el invitado, se convierta en un personaje de la película, como los interpretados por Hayworth o Welles. Estar viviendo como ellos, y también viviendo su aventura como se muestra en la película. Es un salto instantáneo de 1948 a 2019, junto con la selva y el follaje. Todos esos elementos que hacen referencia a la película original y son parte del paisaje local".
En Empire Caribe habrá una fuerte presencia de arte contemporáneo, de artistas emergentes en México que están siendo reconocidos, la curaduría de arte está a cargo de Violeta Horcasitas.

## Premios y reconocimientos
- 2006: Beca Jóvenes Creadores del Fondo Nacional para la Cultura y las Artes de México, Beca compartida con Frida Escobedo[cita requerida]
- 2006: Primer lugar nacional CONAFOR / premio nacional de vivienda 2006.
- 2007: Beca Jóvenes Creadores del Fondo Nacional para la Cultura y las Artes de México.
- 2007: Primer lugar nacional CONAFOR / premio nacional de vivienda 2007.